# نبيل زياني جنون
نبيل زياني جنون (ولد في 24 أغسطس 1999 في بالما، إسبانيا) لاعب كرة قدم مغربي إسباني يجيد اللعب في مركز الجناح الأيمن. غير مرتبط بأي نادي حاليا.